# Hemilienardia hersilia
Hemilienardia hersilia é uma espécie de gastrópode do gênero Hemilienardia, pertencente a família Raphitomidae.